# Eva Saint-Paul
 (mai 2020).
Si vous disposez d'ouvrages ou d'articles de référence ou si vous connaissez des sites web de qualité traitant du thème abordé ici, merci de compléter l'article en donnant les références utiles à sa vérifiabilité et en les liant à la section « Notes et références ».
Eva Saint-Paul est une actrice française de théâtre et de cinéma. Formée à l'École de la rue Blanche par le maître Henri Rollan, puis au Conservatoire national supérieur d'art dramatique dans la classe de Louis Seigner, elle reçoit les premiers prix de Tragédie et de Comédie moderne aux concours de sortie en 1969.
Elle a fondé en 1996 les Cours Eva Saint-Paul, école d'art dramatique située à Paris.

## Filmographie
- 1969 : Les Eaux mêlées de Jean Kerchbron
- 1970 : Au théâtre ce soir : Aux quatre coins de Jean Marsan, mise en scène Jean-Pierre Darras, réalisation Pierre Sabbagh, Théâtre Marigny
- 1971 : Le Saut de l'ange
- 1974 :  Aux frontières du possible  : épisode : Le dernier rempart de Claude Boissol
- 1975 : Les Cinq Dernières Minutes, épisode, Le lièvre blanc aux oreilles de Claude Loursais : Béatrice
- 1989 : La Passion de Bernadette
- 1996 : Le Cri de la soie
- 2003 : Père et Fils
- 2003 : Maigret - Maigret et le Clochard, téléfilm de  Laurent Heynemann: madame Keller
- 2004 : Grande École
- 2006 : Le Concile de pierre
- 2006 : Ne le dis à personne
- 2010 : A la recherche du temps perdu

## Théâtre
- 1966 : Phèdre de Racine, mise en scène Jean Darnel, Théâtre de la Nature Saint-Jean-de-Luz
- 1968 : Nekrassov de Jean-Paul Sartre, mise en scène Hubert Gignoux, Centre dramatique de l'Est
- 1971 : Le Marchand de Venise de William Shakespeare, mise en scène G.Werler, Théâtre de l'Est Parisien
- 1972 : L'Ingénu d'Auteuil de Jean Le Marois, mise en scène Georges Vitaly, Théâtre La Bruyère
- 1973 : Electre de Sophocle, mise en scène Andrei Șerban, Sainte-Chapelle
- 1973 : Sparagmos de Marguerite Libéraki, mise en scène J-M Marion, Palais des Papes
- 1977 : Hier dans la nuit de Zelda "art drama-danse" de Denis Llorca, mise en scène Serge Keuten, Denis Llorca, Théâtre de la Plaine
- 1979 : Les Deux Orphelines d'Adolphe d'Ennery et Eugène Cormon, mise en scène J-L Martin-Barbas, Théâtre national de Chaillot
- Mithridate de Jean Racine, mise en scène G.Toussaint, tournée en France
- Andromaque de Jean Racine, mise en scène G.Tissot, tournée en France
- Hernani de Victor Hugo, mise en scène J.Davy, Festival du Pharo
- Peer Gynt de Henrik Ibsen, mise en scène J.Huissmans, Théâtre National de Belgique
- Dom Juan de Molière, mise en scène P.Barra, tournée au Royaume-Uni
- Samedi, Dimanche, Lundi de Eduardo de Philippo, mise en scène Françoise Petit, Théâtre National de Lyon
- Aux Quatre Coins de Jean Marsan, mise en scène P.Sabbagh, Théâtre Marigny
- 1964 : La Rose Noire de Marignan de Maurice Zermatten, mise en scène J.Bourniac, Théâtre National de Lausanne
- Le Dialogue dans le Marécage de Marguerite Yourcenar, mise en scène Jean-Loup Wolff, Théâtre du Rond-Point